# مهاجرت بزرگ

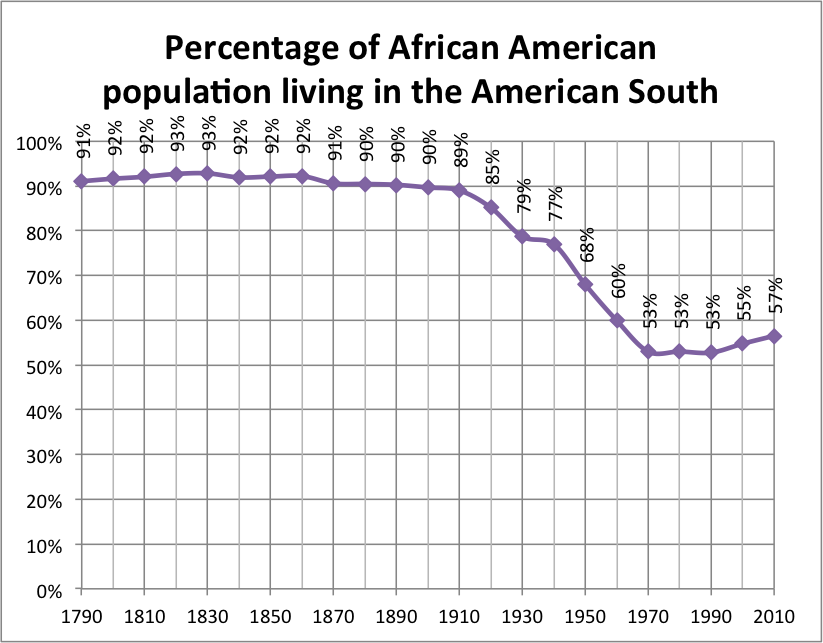
نمودار درصد سیاهپوستان آمریکا ساکن جنوب این کشور.

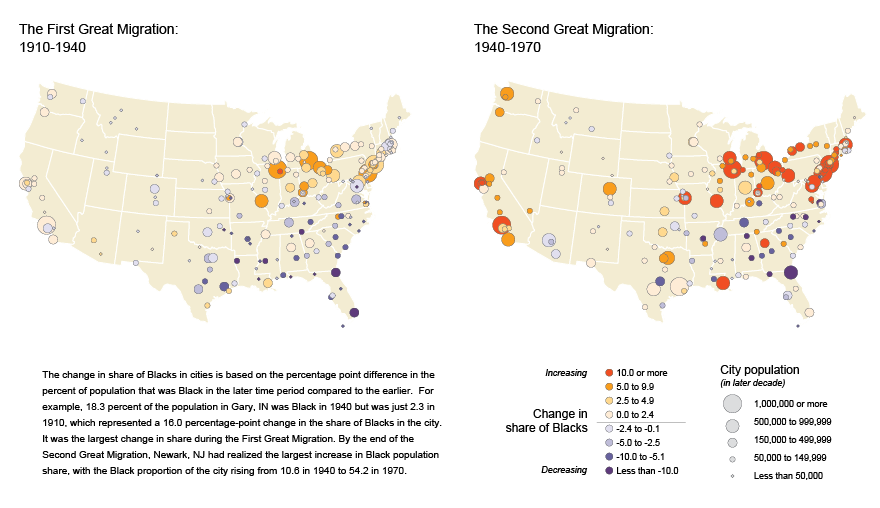
سهم سیاهپوستان از جمعیت شهرهای بزرگ آمریکا

مهاجرت بزرگ (همچنین با نام‌های مهاجرت بزرگ به سوی شمال یا مهاجرت سیاه شناخته می‌شود) حرکت شش میلیون نفر از سیاه‌پوستان آمریکا از جنوب روستایی آمریکا به شمال شرق، غرب میانه، و غرب شهری این کشور است که بین ۱۹۱۶ و ۱۹۷۰ رخ داد. در هر سرشماری پیش از ۱۹۱۰، بیش از ۹۰ درصد جمعیت سیاهپوست در جنوب آمریکا زندگی می‌کردند. در ۱۹۰۰, فقط یک پنجم سیاهان ساکن جنوب در نواحی شهری زندگی می‌کردند. تا انتهای مهاجرت بزرگ، بیش از ۵۰ درصد جمعیت سیاهپوست در جنوب ماندند، و کمی کمتر از ۵۰ درصد در شمال و غرب زندگی می‌کردند، و جمعیت سیاهپوست شدیداً شهرنشین شده بود. تا ۱۹۶۰، از سیاهانی که هنوز در جنوب زندگی می‌کردند، دیگر نصفشان در نواحی شهری می‌زیستند و تا ۱۹۷۰ بیش از ۸۰ درصد سیاهان در سطح کشور در شهرها زندگی می‌کردند.

## نگارخانه
